# ساکای تاداموچی
ساکای تاداموچی (به ژاپنی: 酒井忠用 Sakai Tadamochi); ۳ ژانویهٔ ۱۷۲۳ – ۲۱ اکتبر ۱۷۷۵) سامورایی، دایمیو در دوره ادو اهل ژاپن بود.